# Éxitos Televisión
Éxitos Televisión:
es una compañía privada de Venezuela de la red de televisión internacional con sede en la ciudad de  Caracas. Además de Venezuela, Éxitos TV se puede ver en Colombia, México,  Panamá, Perú, Argentina,  Ecuador, Brasil, Estados Unidos y España.

## Historia
A principios del 2013, un grupo de empresarios de Caracas, concibió la idea de promover una estación de televisión para llenar el vacío cultural e informativo en la región. Más tarde, la idea de presentar a otros empleadores en el país, lo que lleva a la piscina de su capital y crear el grupo de empresas que conforman Éxitos TV.